# Chorleywood
Pour la station de métro, voir Chorleywood (métro de Londres).
Chorleywood est une commune du Royaume-Uni, située dans le district de Three Rivers et le comté du Hertfordshire.

## Géographie
La commune est située à l'extrémité sud-ouest du comté, en limite du Buckinghamshire, à 30 km au nord-ouest de Londres. Elle fait partie de la grande banlieue et de l'aire urbaine de la capitale.

## Histoire
Les premières traces de peuplement à Chorleywood remontent à l'ère paléolithique. Les Romains construisirent ensuite un petit village sur ce site.
L'arrivée de nombreux colons saxons fit de Chorleywood une ville importante. Les Saxons l'appelaient « Cerola Leah », ce qui signifie « prairie dans une clairière ». Chorleywood est traversée par la ligne qui divisa à une époque les royaumes de Mercie et du Wessex et qui sépare à présent les comtés de Hertfordshire et de Buckinghamshire.
Au XIIIe siècle, le lieu était connu sous le nom de « Bosco de Cherle » ou « Churl's Wood », qui signifiait « bois des paysans » en normand. Lors de la Réforme, il fut renommé « Charleywoode ».
Chorleywood est célèbre pour ses quakers. William Penn fonda la colonie de Pennsylvanie avec des colons de Chorleywood, de Rickmansworth et d'autres villes avoisinantes du Sud du Buckinghamshire. Mais l'exode massif vers le Nouveau Monde causa la ruine financière de Chorleywood.
En 1845, Chorleywood est séparée de Rickmansworth pour former une paroisse civile distincte.
Cependant, le boom de l'industrie du papier et de l'impression apporta une nouvelle vague de prospérité au XIXe siècle. L'extension de la ligne métropolitaine jusqu'à Chorleywood dans les années 1890 entraîna une forte augmentation de la population qui continua jusque dans les années 1960. De 1 500 habitants en 1897, la population est passée à plus de 9 000 habitants aujourd'hui. En 1913, la ville reçut le nom de Chorleywood.
En 2003, Chorleywood a été élu le village le plus heureux d'Angleterre.

## Politique et administration
Chorleywood fait partie de la circonscription électorale de South West Hertfordshire.
Dans le conseil du comté du Hertfordshire, Chorleywood est intégré dans une circonscription, comprenant également les villages d'Abbots Langley et de Sarratt, représentée par Chris Hayward, du Parti conservateur.
La paroisse civile regroupe Chorleywood, Loudwater et le nord-ouest de Rickmansworth. Le conseil comprend dix libéraux-démocrates et sept conservateurs.

## Jumelage
- Dardilly (France), située dans la métropole de Lyon.